# Association sportive d'Ifs
 (janvier 2024).
Si vous disposez d'ouvrages ou d'articles de référence ou si vous connaissez des sites web de qualité traitant du thème abordé ici, merci de compléter l'article en donnant les références utiles à sa vérifiabilité et en les liant à la section « Notes et références ».
 (janvier 2024).
La mise en forme du texte ne suit pas les recommandations de Wikipédia : il faut le « wikifier ».
Les points d'amélioration suivants sont les cas les plus fréquents. Le détail des points à revoir est peut-être précisé sur la page de discussion.
- Les titres sont pré-formatés par le logiciel. Ils ne sont ni en capitales, ni en gras.
- Le texte ne doit pas être écrit en capitales (les noms de famille non plus), ni en gras, ni en italique, ni en « petit »…
- Le gras n'est utilisé que pour surligner le titre de l'article dans l'introduction, une seule fois.
- L'italique est rarement utilisé : mots en langue étrangère, titres d'œuvres, noms de bateaux, etc.
- Les citations ne sont pas en italique mais en corps de texte normal. Elles sont entourées par des guillemets français : « et ».
- Les listes à puces sont à éviter, des paragraphes rédigés étant largement préférés. Les tableaux sont à réserver à la présentation de données structurées (résultats, etc.).
- Les appels de note de bas de page (petits chiffres en exposant, introduits par l'outil «  Source ») sont à placer entre la fin de phrase et le point final[comme ça].
- Les liens internes (vers d'autres articles de Wikipédia) sont à choisir avec parcimonie. Créez des liens vers des articles approfondissant le sujet. Les termes génériques sans rapport avec le sujet sont à éviter, ainsi que les répétitions de liens vers un même terme.
- Les liens externes sont à placer uniquement dans une section « Liens externes », à la fin de l'article. Ces liens sont à choisir avec parcimonie suivant les règles définies. Si un lien sert de source à l'article, son insertion dans le texte est à faire par les notes de bas de page.
- La présentation des références doit suivre les conventions bibliographiques. Il est recommandé d'utiliser les modèles {{Ouvrage}}, {{Chapitre}}, {{Article}}, {{Lien web}} et/ou {{Bibliographie}}. Le mode d'édition visuel peut mettre en forme automatiquement les références.
- Insérer une infobox (cadre d'informations à droite) n'est pas obligatoire pour parachever la mise en page.

Pour une aide détaillée, merci de consulter Aide:Wikification.
Si vous pensez que ces points ont été résolus, vous pouvez retirer ce bandeau et améliorer la mise en forme d'un autre article.
L'Association sportive d'Ifs est un club français de football basé à Ifs. 
Après deux saisons en CFA 2, le club évolue depuis 2009 en championnat de Division d'Honneur (Niveau VI), et depuis 2014 en Division Supérieure Régionale (Niveau VII) de la Ligue de Basse-Normandie de football, devenu Régional 2.
Le club compte, en 2018, 380 licenciés, 3 équipes seniors masculines et 1 équipe séniors Féminines évoluant en Régional 1.

## Histoire
Le club est fondé le 17 mars 1966 et connait cinq promotions lors de ses sept premières saisons d'existence.

## Palmarès
- Champion DH Basse-Normandie : 2007

## Section féminine
Création en 2013.
Participation au Championnat de PH Basse-Normandie féminine lors de la saison 2014-2015.
Première participation au Championnat Maine-Normand lors de la saison 2015-2016.
Finaliste de la Coupe de Basse-Normandie futsal séniors féminine en 2016.
Création de l'équipe Réserve qui jouera en PH Basse-Normandie féminine, pour la saison 2016-2017.